# Sprzężenie zwrotne (muzyka)
Sprzężenie zwrotne – wysoki, piszczący, ciągły ton spowodowany przeciążeniem obwodów między gitarą elektryczną a wzmacniaczem, w wyniku którego dźwięk z głośników jest odbierany przez przystawkę gitary. Jest to celowy zabieg często używany przez muzyków rockowych.

## Historia
Zjawisko sprzężenia zwrotnego wykorzystał już w 1954 roku wynalazca gitary elektrycznej – Les Paul, w nagraniu „How High the Moon”. Przez wiele lat uważano je jednak za zakłócenie i efekt niepożądany. Dopiero, gdy zespół The Beatles użył sprzężenia zwrotnego w 1964 r. w piosence „I Feel Fine”, uznano je za walor muzyczny.
Pionierem wykorzystania sprzężenia zwrotnego podczas koncertów był bluesman Buddy Guy. Już w 1959 r. stosował ten efekt podczas występów. Niestety Leonard Chess, właściciel firmy Chess, nie pozwalał Guyowi na dokonanie nagrań z wykorzystaniem sprzężenia. Dopiero gdy grupa Cream zyskała światową sławę, zrozumiał swój błąd.